# Fopius desideratus
Fopius desideratus är en stekelart som först beskrevs av John Colburn Bridwell 1919.  Fopius desideratus ingår i släktet Fopius och familjen bracksteklar. Inga underarter finns listade i Catalogue of Life.